# یواس‌اس بولمر (دی‌دی-۲۲۲)
یواس‌اس بولمر (دی‌دی-۲۲۲) (به انگلیسی: USS Bulmer (DD-222)) یک کشتی بود که طول آن ۹۵٫۸۱ متر (۳۱۴٫۳ فوت) بود. این کشتی در سال ۱۹۲۰ ساخته شد.